# Bijoynagar
Bijoynagar è un sottodistretto (upazila) del Bangladesh situato nel distretto di Brahmanbaria, divisione di Chittagong. Si estende su una superficie di 185,8 km² e conta una popolazione di 215.993 abitanti (dato censimento 1991).